# Skałka Goethego

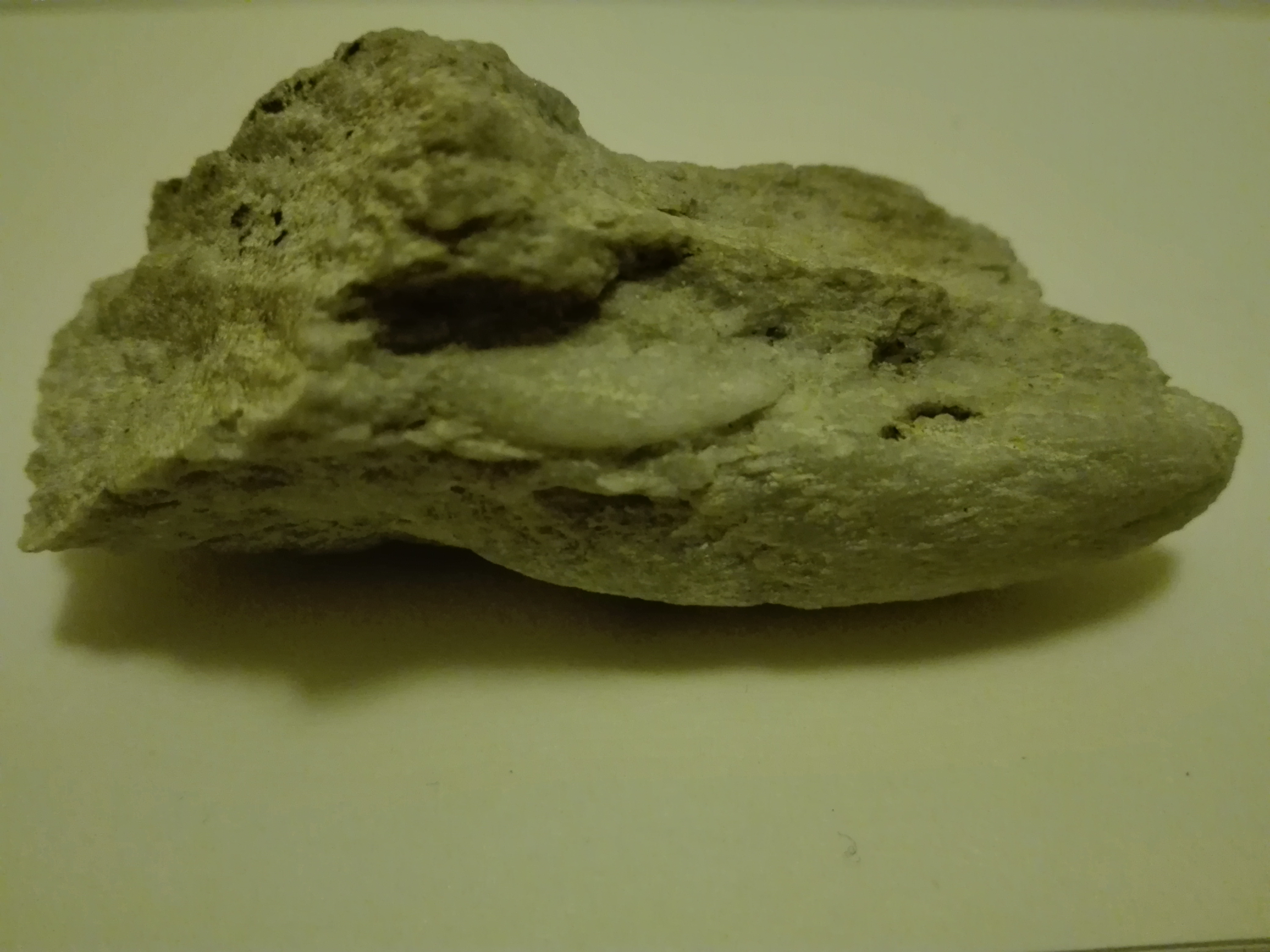
Próbka kwarcytu daktylowego budującego Skałkę Goethego

Skałka Goethego – wyrobisko na północno-wschodnim stoku wzgórza Wiktorii koło miejscowości Krzywina w gminie Przeworno. Odsłania ono unikatowe skały określane jako kwarcyty daktylowe. Są to jasnokremowe, drobnoziarniste skały krzemionkowe, w których występują wydłużone agregaty mineralne przypominające kształtem daktyle. W odsłonięciu występuje też bezbarwna odmiana kwarcu nazywana kryształem górskim.

## Nazwa
Nazwa stanowiska pochodzi od Johanna Wolfganga Goethego, niemieckiego poety i badacza, który jako pierwszy opisał tę nietypową skałę w swoim traktacie z 1823 r., gdzie porównuje go do utworów odkrytych w Brazylii przez Ludwiga von Eschwege. Goethe odwiedził Krzywinę 26 sierpnia 1790 w trakcie podróży po Kotlinie Kłodzkiej w celu poznania lokalnych technik górskich i minerałów. Właśnie tutaj zwrócił uwagę na kwarcyty daktylowe.

## Lokalizacja
Skałka Goethego znajduje się w miejscowości Krzywina. Obiekt zlokalizowany jest przy niebieskim szlaku, ok. 1300 m na północny zachód od ruin kościoła. W terenie należy szukać nieczynnego kamieniołomu o długości 80 m, szerokości 20 m i wysokości ścian ok. 3 m. Obok obiektu znajduje się mała infrastruktura turystyczna oraz tablica informacyjna.

## Geneza
Geneza kwarcytów daktylowych, z których zbudowana jest Skałka Goethego, nie jest do końca wyjaśniona. Uznaje się, że skały te są produktem deformacji oligomiktycznych zlepieńców kwarcowych lub powstałym w wyniku deformacji kwarcytów tektonitem zlepieńcopodobnym.